# Dan Brereton
Pour les articles homonymes, voir Brereton.
Dan Brereton (né le 22 novembre 1965) est un illustrateur, dessinateur et scénariste de comics américain.

## Biographie
Dan Brereton a fréquenté le California College of the Arts et l'Academy of Art College. Il a déclaré dans une interview en 2014 que « l'un des premiers souvenirs de dessin de monstres remonte à la maternelle. Notre professeur nous a demandé un après-midi ce que nous voulions faire de l'heure qu'il nous restait en classe et j'ai crié : "Dessinons des monstres !".. Donc, à mon avis, de toute façon, les monstres sont le produit le plus pur de notre imagination, qu'ils soient bons ou mauvais ou tout simplement sauvages. Cette idée ne cesse de m'inspirer et de trouver sa place dans mon travail. »
Il est connu pour ses talents de peintre et ses designs de personnage originaux. Son premier travail publié dans l'industrie de la bande dessinée est Lost Causes Chapter 1 paru dans Merchants of Death # 1 (juillet 1988) chez Eclipse Comics. Il a dessiné la série limitée Black Terror en 1989-1990. Brereton s'est fait particulièrement connaitre pour son travail  sur des titres tels que Batman: Thrillkiller, Superman and Batman : Legends of the World's Finest, et JLA: Seven Caskets. Son œuvre la plus célèbre est sa série originale dont il assure le scénario et les dessins The Nocturnals (en).
Image Comics a publié Dan Brereton: The Goddess & The Monster, une anthologie consacrée à son travail, en août 2010.  Brereton a écrit et dessiné une histoire de Batman pour la première série d'anthologies numériques de DC Comics Legends of the Dark Knight en décembre 2015.

## Œuvres
- Batman: Thrillkiller #1-3 (DC Comics) avec Howard Chaykin
- Batman: Legends of the Dark Knight #114 avec James Robinson & Tim Bradstreet
- Buffy contre les vampires, (Vertigo)
- Buffy the Vampire Slayer: Omnibus
  - The Dust Waltz #1-3 avec Hector Gomez & Sandu Florea
  - the Origin #1-3
- Nocturnals, (Oni Press, Dark Horse Comics, Image Comics)
- Fear the Dead; 2006 (Boom! Studios)
- Jenna Jameson's Shadow Hunter, 2008 (Virgin Comics)
- Ghostbusters: Legion (88 MPH Studios)
- JLA Seven Caskets (DC Comics)
- Interface  #8 (Marvels comics)
- Grendel: Red, White, and Black (Dark Horse Comics)
- Creepy (Warren Publishing)
- Vampirella
- Conan The Savage
- The Solution (Malibu Comics)
- Firearm (Malibu)
- The Psycho (DC Comics)
- L.E.G.I.O.N. (DC Comics)
- The Black Terror (Eclipse Comics)
- Lady Justice (Tekno Comix)
- Clive Barker's Dread (Eclipse Comics)

### Illustration de couverture d'album
- Rob Zombie, Hellbilly Deluxe
- Fireball Ministry,The Second Great Awakening
- Ghoultown, Life after Sundown

## Prix et récompenses
- 1990 : prix Russ-Manning[8]